# Eddie Garrett
Eddie Garrett (* 19. November 1927 als Edward Gehrt in Milwaukee, Wisconsin; † 13. Mai 2010 in Rancho Mirage, Kalifornien) war ein US-amerikanischer Schauspieler.

## Leben
Als Schauspieler wurde Garrett vor allem als Gerichtsfotograf Ed in der Serie Quincy bekannt. Außerdem wirkte er in Serien wie Auf der Flucht und Der Chef und Filmen wie Dirty Harry und New York, New York mit.
Von 1962 bis zu seinem Tod war Garrett mit Maggie Hartshorn verheiratet.

## Filmografie
- 1966: Batman
- 1967: Auf der Flucht
- 1967: Solo für O.N.C.E.L. als Labortechniker
- 1969: Der Chef als Gerichtsvollzieher
- 1971: Dirty Harry als Polizist
- 1973–1975: Männerwirtschaft
- 1976–1983: Quincy
- 1977: New York, New York
- 1986: Du schon wieder